# Dutta-Ray-Lösung
Die Dutta-Ray-Lösung ist ein Lösungskonzept der kooperativen Spieltheorie. Streben eigennutzenmaximierende Individuen als soziales Ziel die Gleichheit an, so ist die Dutta-Ray-Lösung für kooperative Spiele mit transferierbaren Nutzen geeignet. Jede einzelne Koalition strebt dabei das Prinzip der Gleichheit an.

## Lorenz-Menge
Die Lorenz-Menge wird mittels der (starken) Lorenz-Dominanz definiert. Dabei werden jene Zuteilungsvektoren verglichen, mittels derer die Lorenz-Kurven berechnet werden. In einem balancierten Spiel {\displaystyle \Gamma ({N},v)} ist die Lorenz-Menge definiert als:
{\displaystyle {\displaystyle LM(v)=\left\{x\in C(v)\ |\ \nexists \ y\in C(v):\ y\succ _{Lor}x\right\}}.}
Die Lorenz-Menge besteht somit aus allen nicht Lorenz-dominierten Kernzuteilungen. Außerdem ist die Lorenz-Menge eine Teilmenge des Kerns.

## Definition Dutta-Ray-Lösung
Für konvexe Spiele {\displaystyle \Gamma ({N},v)} ist die Lorenz-Menge einelementig, d. h. {\displaystyle |LM(v)|=1}. Dieses Element wird dann auch Dutta-Ray-Lösung genannt. Die Dutta-Ray-Lösung eines konvexen Spiels {\displaystyle \Gamma ({N},v)} ist gegeben mit:
{\displaystyle {\displaystyle DRL(v)={\underset {x\in C(v)}{\operatorname {arg\,min} }}\,\sum _{i\in N}\left(x_{i}-{\frac {v(N)}{|N|}}\right)^{2}}.}
Somit minimiert die Dutta-Ray-Lösung den euklidischen Abstand zwischen der Gleichverteilung und dem Kern.

## Beispiele

### Beispiel 1
| {\displaystyle {\displaystyle S}}    | {\displaystyle {\displaystyle \emptyset }} | {\displaystyle {\displaystyle \{A\}}} | {\displaystyle {\displaystyle \{B\}}} | {\displaystyle {\displaystyle \{C\}}} | {\displaystyle {\displaystyle \{A,B\}}} | {\displaystyle {\displaystyle \{A,C\}}} | {\displaystyle {\displaystyle \{B,C\}}} | {\displaystyle {\displaystyle \{A,B,C\}}} |
| {\displaystyle {\displaystyle v(S)}} | {\displaystyle {\displaystyle 0}}          | {\displaystyle {\displaystyle 200}}   | {\displaystyle {\displaystyle 200}}   | {\displaystyle {\displaystyle 200}}   | {\displaystyle {\displaystyle 700}}     | {\displaystyle {\displaystyle 500}}     | {\displaystyle {\displaystyle 500}}     | {\displaystyle {\displaystyle 1200}}      |

Es handelt sich um ein konvexes Spiel. Ist die Gleichverteilung im Kern des Spieles, so ist es die Dutta-Ray-Lösung. Hier sind die dafür notwendigen Bedingungen mit {\displaystyle x_{A}=x_{B}=x_{C}=400} erfüllt:
{\displaystyle {\begin{array}{rcc}\displaystyle x_{A},x_{B},x_{C}&\geq &200&\\x_{A}+x_{B}+x_{C}&=&1200&\\x_{A}+x_{B}&\geq &700&\\x_{A}+x_{C}&\geq &500&\\x_{B}+x_{C}&\geq &500&\\\end{array}}}

### Beispiel 2
Betrachtet man nun folgende Koalitionsfunktion mit ebenfalls {\displaystyle {v(N)}=1200}:
| {\displaystyle {\displaystyle S}}    | {\displaystyle {\displaystyle \emptyset }} | {\displaystyle {\displaystyle \{A\}}} | {\displaystyle {\displaystyle \{B\}}} | {\displaystyle {\displaystyle \{C\}}} | {\displaystyle {\displaystyle \{A,B\}}} | {\displaystyle {\displaystyle \{A,C\}}} | {\displaystyle {\displaystyle \{B,C\}}} | {\displaystyle {\displaystyle \{A,B,C\}}} |
| {\displaystyle {\displaystyle v(S)}} | {\displaystyle {\displaystyle 0}}          | {\displaystyle {\displaystyle 100}}   | {\displaystyle {\displaystyle 100}}   | {\displaystyle {\displaystyle 100}}   | {\displaystyle {\displaystyle 900}}     | {\displaystyle {\displaystyle 300}}     | {\displaystyle {\displaystyle 300}}     | {\displaystyle {\displaystyle 1200}}      |

So kann festgehalten werden, dass dieses Spiel weiterhin konvex ist. Setzt man wieder die Gleichverteilung mit {\displaystyle x_{A}=x_{B}=x_{C}=400} in die Bedingungen ein:
{\displaystyle {\begin{array}{rcc}\displaystyle x_{A},x_{B},x_{C}&\geq &100&\\x_{A}+x_{B}+x_{C}&=&1200&\\x_{A}+x_{B}&\geq &900&\\x_{A}+x_{C}&\geq &300&\\x_{B}+x_{C}&\geq &300&\\\end{array}}}
ist die dritte Bedingung verletzt, d. h. die Gleichverteilung liegt nicht im Kern des Spieles. Spieler {\displaystyle A} und {\displaystyle B} wollen zusammen mindestens eine Auszahlung von {\displaystyle 900} erhalten. Wird diese Auszahlung hälftig unter den beiden Spielern aufgeteilt  {\displaystyle x_{A}=x_{B}=450}, dann kann Spieler {\displaystyle C} noch den Rest der Auszahlung der großen Koalition mit {\displaystyle x_{C}=300} ({\displaystyle {v(N)}-x_{A}-x_{B}=1200-450-450=300}) erhalten. Somit ist eine Verteilung gefunden, die alle Bedingungen erfüllt. Zudem wird damit offensichtlich, dass es sich um die Dutta-Ray-Lösung handelt.